# TAttoo
「tAttoo」（タトゥー）は相川七瀬29枚目のシングル。2009年11月11日発売。

## 内容
約3年9ヶ月ぶりのシングル。2003年「Shock of Love」以来、織田哲郎がプロデュース。表題曲共作詞は声優・浅野真澄。「あさのますみ」は作詞家での名義。「Back to the day」は藤商事「CR相川七瀬〜時空の翼〜」テーマソング。柴崎浩の作曲は26枚目シングル「万華鏡/UNLIMITED」以来、5年ぶり。初回盤には「tAtto」「Back to the day」ミュージック・ビデオ収録DVD同梱。

## 収録曲

### CD
作詞：相川七瀬（特記以外）
1. tAttoo
  - 作詞：あさのますみ・織田哲郎　作曲・編曲：織田哲郎
2. Back to the day
  - 作曲：柴崎浩　編曲：大西克己
3. DAHLIA 〜you're my universe version〜
  - 作曲：室姫深

### DVD
1. tAttoo （MUSIC CLIP）
2. Back to the day （MUSIC CLIP）

## 参加ミュージシャン
- 織田哲郎 - ギター、ベース、キーボード、プログラミング、コーラス
- 大西克己（the generous） - ギター
- 柴崎浩（abingdon boys school） - コーラス